# Gene James
Harold Eugene "Gene" James (Ironton, Ohio; 15 de febrero de 1925-Sarasota, Florida; 6 de julio de 1997) fue un jugador de baloncesto estadounidense que disputó tres temporadas entre la BAA y la NBA. Con 1,93 metros de estatura, jugaba en la posición de alero.

## Trayectoria deportiva

### Universidad
Desarrolló su carrera universitaria en los Thundering Herd de la Universidad Marshall, con los que en 1947 se proclamó campeón de la NAIB.

### Profesional
Comenzó su andadura profesional fichando con la temporada 1948-49 ya comenzada por los New York Knicks de la BAA, con los que jugó 11 partidos, en los que promedió 3,5 puntos.
Al año siguiente fue uno de los jugadores menos utilizados por el equipo, y con la temporada 1950-51 ya comenzada, fue despedido, firmando entonces por los Baltimore Bullets, donde promedió 4,7 puntos y 3,3 rebotes por partido.

#### Estadísticas en la BAA y la NBA

##### Temporada regular
| Temporada | Edad | Equipo            | Liga  | P  | TIT | MIN | TC  | TCA | %TC  | 3P | 3PA | %3P | TL  | TLA | %TL  | R.OF. | R.DEF. | REB | ASIS | ROB | TAP | PER | FP  | PTS |
| 1948-49   | 23   | New York Knicks   | BAA   | 11 |     |     | 1.6 | 4.4 | .375 |    |     |     | 0.5 | 1.1 | .500 |       |        |     | 0.5  |     |     |     | 1.8 | 3.8 |
| 1949-50   | 24   | New York Knicks   | NBA   | 29 |     |     | 0.7 | 2.2 | .297 |    |     |     | 0.5 | 1.1 | .452 |       |        |     | 0.7  |     |     |     | 1.8 | 1.8 |
| 1950-51   | 25   | TOTAL             | NBA   | 48 |     |     | 1.6 | 4.9 | .336 |    |     |     | 0.9 | 1.5 | .620 |       |        | 2.9 | 1.5  |     |     |     | 2.5 | 4.2 |
| 1950-51   | 25   | New York Knicks   | NBA   | 6  |     |     | 0.2 | 0.5 | .333 |    |     |     | 0.2 | 0.3 | .500 |       |        | 0.7 | 0.7  |     |     |     | 1.2 | 0.5 |
| 1950-51   | 25   | Baltimore Bullets | NBA   | 42 |     |     | 1.9 | 5.5 | .336 |    |     |     | 1.0 | 1.6 | .623 |       |        | 3.3 | 1.6  |     |     |     | 2.6 | 4.7 |
| Total     |      |                   | TOTAL | 88 |     |     | 1.3 | 3.9 | .334 |    |     |     | 0.7 | 1.3 | .561 |       |        | 2.9 | 1.1  |     |     |     | 2.2 | 3.4 |
|           |      |                   | NBA   | 77 |     |     | 1.3 | 3.9 | .328 |    |     |     | 0.8 | 1.3 | .569 |       |        | 2.9 | 1.2  |     |     |     | 2.2 | 3.3 |
|           |      |                   | BAA   | 11 |     |     | 1.6 | 4.4 | .375 |    |     |     | 0.5 | 1.1 | .500 |       |        |     | 0.5  |     |     |     | 1.8 | 3.8 |

##### Playoffs
| Temporada | Edad | Equipo          | Liga  | P | MIN | TCA | TC | 3PA | 3P | TLA | TL | R.OF. | REB | ASIS | ROB | TAP | PER | FP | PTS | %TC  | %3P | %FT  | MIN | PTS | REB | AST |
| 1948-49   | 23   | New York Knicks | BAA   | 3 |     | 0   | 6  |     |    | 2   | 4  |       |     | 2    |     |     |     | 6  | 2   | .000 |     | .500 |     | 0.7 |     | 0.7 |
| 1949-50   | 24   | New York Knicks | NBA   | 1 |     | 1   | 3  |     |    | 0   | 0  |       |     | 0    |     |     |     | 0  | 2   | .333 |     |      |     | 2.0 |     | 0.0 |
| Total     |      |                 | TOTAL | 4 |     | 1   | 9  |     |    | 2   | 4  |       |     | 2    |     |     |     | 6  | 4   | .111 |     | .500 |     | 1.0 |     | 0.5 |
|           |      |                 | BAA   | 3 |     | 0   | 6  |     |    | 2   | 4  |       |     | 2    |     |     |     | 6  | 2   | .000 |     | .500 |     | 0.7 |     | 0.7 |
|           |      |                 | NBA   | 1 |     | 1   | 3  |     |    | 0   | 0  |       |     | 0    |     |     |     | 0  | 2   | .333 |     |      |     | 2.0 |     | 0.0 |